# Comtat d'Exmes

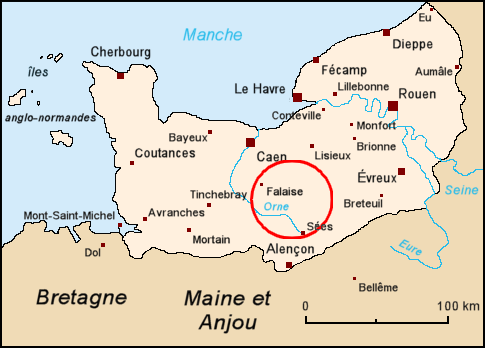
Mapa de la Normandia històrica del i localització aproximada de l'Hiémois

El comtat d'Exmes (o comtat d'Hiémois) fou una jurisdicció feudal de Normandia. La regió s'anomenava Hiémois i la capital era Exmes, la qual deriva del nom llatí Uxuma.

## Situació
Els seus límits són incerts. Situat entre Caen i Alençon, ocupava una part dels departaments actuals del Calvados i de l'Orne i englobava les ciutats d'Argentan, de Falaise i de Sées. Modernament el nom comarcal d'Hiemois no s'utilitza.
Tanmateix, una opinió molt generalitzada i compartida per savis il·lustres, estén fins al mar - especialment abans del domini normand - els límits septentrionals de l'Hiemois. L'antiga diòcesi de Bayeux incloïa en efecte - sobre la riba dreta de l'Orne - l'arxidiaconat d'Hiemois que comprenia els deganats de Troarn (43 parròquies), de Vaucelles (43 parròquies) i de Cinglais (47 parròquies)]. Al migjorn, l'Hiemois estava separat del Pagus Cenomannicus pels mateixos límits que han existit entre els dos bisbats (és a dir el Bisbat de Sées i el Bisbat de Mans) fins a la revolució (Font: Mémoire de la Société des Antiquaires de Normandie, 1840).
A l'alta Edat Mitjana, l'Hiémois era un pagus, és a dir una regió col·locada sota la direcció d'un comte. Se li coneixen 4 (potser hi hauria una cinquena) subdivisions (centana):
- la centena Noviacensis, entorn de Neuvy-au-Houlme

- la centena Saginsis, al voltant de Sées i d'Exmes

- la centena Alancioninsis, entorn d'Alençon

- la centena Corbonensis, al voltant de Corbon, a la comarca de Perche, base del futur comtat de Perche

## El comtat en l'època carolíngia
Apareix ja com a comtat en temps de Carlemany al segle viii i el seu comte era un dels personatges importants del regne i després de l'imperi. Uns missi dominici de Carlemany van estar a la regió el 770; el comte s'anomenava Magelgaud.
L'historiador Lucien Musset pensa que al segle ix el comtat d'Hiemois tenia una gran importància per al rei carolingi, ja que juga probablement el paper de marca de cara al regne bretó d'Erispoe i de cara als normands desembarcats a la costa. Per tal d'estrènyer el marc administratiu i militar, algunes parts de l'Hiémois foren erigides en pagus entre 802 i 853: la centena Saginsis i la centena Corbonensis. Se segur que a la meitat del segle ix el territori va ser teatre de les incursions del normands i que al començament del segle X va quedar en les seves mans; el 933 una part de Normandia va ser cedida al normands pel rei Carles III de França.

## Integració al ducat de Normandia
Lucien Musset considera que fou el 924 quan que la regió passà sota el control de Rol·ló, primer duc de Normandia. Sota els seus successors, l'Hiémois ja no té la gran extensió que tenia en temps dels carolingis (el Perche ja no en forma part). S'intercala entre els comtats de Mortain i d'Évreux.
El duc Ricard II de Normandia (996-1027) va ocupar el castell d'Exmes el 998 i formà part dels dominis ducals. Ricard II va donar el comtat al seu germanastre Guillem, fill il·legítim del duc Robert I de Normandia; Guillem es va rebel·lar després contra Robert II i fou derrotat i empresonat vers 1025, fins que el 1040 se li va donar el comtat d'Eu del que s'havia desposseït al seu parent Gilbert de Brionne. Guillem va morir el 1058 i es va casar amb Lescelina filla de Turquetil senyor de Turgueville, que havia estat el seu vigilant mentre estava empresonar, amb la que va tenir quatre fills dels quals Guillem Busac i Robert foren comtes d'Eu (Guillem Nusac a més a més fou comte consort de Soissons); un altre fill, Hug, fou bisbe de Lisieux i un quart fill, Hug Talebot fou origen dels Talbot.
Segons Guillem de Jumièges, el 1026, el duc de Normandia Ricard II confia en el seu llit de mort el comtat d'Hiémois al seu segon fill Robert (el futur Robert El Magnífic o Robert el Diable). El 1027 Ricard III de Normandia es va haver d'enfrontar al seu germà Robert al comtat d'Exmes, però el comte va pujar al poder al mateix any al tron ducal a la mort del seu germà. En endavant els comtes en van exercir directament el comandament i van nomenar un vescomte. El 1058 el vescomte va rebutjar un atac a la ciutat del rei Enric I de França. Generalment s'esmenta en aquest temps com a vescomtat d'Hiémois.
Entre aquestos vescomtes s'esmenta a Roger I de Montgomery, un company proper de Robert; després, vers 1035-1043, a Turstin (Toussaint), de malnom Goz (Gois), fill d'Anfred el Danès i ancestre d'Hug comte de Chester; Gilbert de l'Aigle baró de Sainte-Scolasse (vers 1090); Roger II de Montgomery (fill de Roger I) i el seu fill Robert II de Belleme comte de Ponthieu (vers 1107-1112). El 1180 tenia el castell (Castrio Oximis) Gilbert Pipart. El 1195 el tenia Ricard de la Roche (Ricardus de Rupetra). El 1204 és una de les fortaleses que apareixen en mans del rei de França Felip August passant a la corona francesa. Al segle xii, superada Exmes per Argentan i sobretot per Falaise, la població d'Exmes ja no fou el centre del vescomtat d'Exmes o Hiemois.